# Seznam avstrijskih igralcev
Seznam avstrijskih igralcev.
Predloga:Seznami poklicev za narodviktore

## A
- Neil Malik Abdullah
- Elsie Altmann-Loos
- Maria Anna Adamberger
- Rosa Albach-Retty
- Wolf Albach-Retty (oče Romy Schneider)
- Peter Alexander
- Emmerich Arleth
- Leon Askin
- Raoul Aslan
- Erich Auer
- Patricia Aulitzky

## B
- Emily Beecham
- Helmut Berger
- Senta Berger
- Elisabeth Bergner
- Ulrich Bettac
- Theodore Bikel
- Gregor Bloéb
- Josephine Bloéb
- Franz Böheim
- Klaus Maria Brandauer
- Julius Brandt
- Vanessa Brown

## C
- Rudolf Carl
- Maria Cebotari
- Julia Cencig
- Heinz Conrads

## D
- Karl Dall (komik)
- Bruno Dallansky
- Sacha Darwin
- Birgit Doll (1956-2015)
- Anita Dorris s (1903-1993) (nem-avstr.)
- Gerti Drassl
- Tilla Durieux (1880-1971)

## E
- Martina Ebm
- Mercedes Echerer
- Fritz Eckhardt
- Joseph Egger
- Maria Emo
- Richard Eybner (1896-1986)

## F
- Claude Farell (Monika Burg) (1914-2008)
- Karl Farkas
- Carolin Fink (avstrijsko-nemška)
- O.W. Fischer
- Willi Forst (avstr.-nem.)
- Julia Franz Richter
- Uta Franz (1935-2012)
- Georg Friedrich
- Michael Fuith
- Harry Fuss
- Herbert Fux (avstrijsko-švicarski?)

## G
- Käthe Gold
- Hugo Gottschlich
- (Nora Gregor)
- Fritz Grünbaum

## H
- Franziska Hackl
- Karlheinz Hackl
- Josef Hader
- Liane Haid
- Heinz Hanus
- Angelika Hauff
- Helmuth A. Häusler
- André Heller
- Michael Heltau (nem.-avstrij.)
- Miguel Herz-Kestranek
- Eva Herzig
- Ernst Hinterberger
- Marijan Hinteregger
- Maria Hofstätter
- Hans Holt
- Judith Holzmeister
- Oskar Homolka (avstr.-amer.)
- Attila Hörbiger
- Christiane Hörbiger
- Paul Hörbiger

## J
- Curd Jürgens (nemško-avstrijski)

## K
- Josef Kainz
- Aaron Karl
- Fritz Karl
- Brigitte Karner
- Ferdinand Kaup
- Eva Kerbler
- Hansi (Johanna) Knoteck
- Fritz Kortner
- Maria Köstlinger
- Hilde Krahl (Hildegard Kolačný)
- Karl Ferdinand Kratzl
- Fanny Krausz
- Johannes Krisch
- Magdalena Kropiunig
- Ida Krottendorf
- Erich Kunz

## J
- Getraud Jesserer
- Egon von Jordan

## L
- Hedy Lamarr
- Erwin Leder
- Lotte Ledl
- Martin Leutgeb
- Tobias Licht
- Johanna Liebeneiner
- Wolfgang Liebeneiner (nem.-avstr.)
- Theo Lingen (nemško-avstrijski)
- Ursula Lingen (nemško-avstrijska)
- Christoph Luser
- Andreas Lust

## M
- Ferdinand Maierhofer
- Oskar Marion
- Trude Marlen (1912-2005)
- Peter Matić (1937-2019)
- Johanna Matz
- Juergen Maurer /Jürgen Maurer
- Barbara May
- Josef Meinrad
- Kurt Meisel
- Marisa Mell
- Karl Merkatz
- Roswitha Meyer
- Anny Miletty
- Birgit Minichmayr
- Alexander Moissi
- Antonia Moretti
- Tobias Moretti
- Thomas Morris
- Petra Morzé
- Hans Moser
- Fritz Muliar (1919-2009) (Friedrich Ludwig Stand)
- Martin Muliar
- Tobias Moretti

## N
- Elisabeth Neumann-Viertel (1900-94)
- Hansi Niese
- Johann Nikolussi
- Erich Nikowitz

## O
- Ida Orloff

## P
- Axel Pape
- Nikolaus Paryla
- Sabine Petzl
- John Piffle
- Anja Plaschg
- Stefan Pohl
- Anton Pointner
- Hanno Pöschl
- Nina Proll

## Q
- Helmut Qualtinger

## R
- Ferdinand Raimund
- Luise Rainer
- Fred Raul
- Lukas Resetarits
- Maximilian Reinwald
- Fritz Richard
- Sophie Rois
- Annie Rosar
- Michaela Rosen
- Wanda Rotha
- Eva Rueber-Staier
- Laurence Rupp

## S
- Toni Sailer
- Gisela Salcher
- David Scheid
- Maria Schell
- Maximilian Schell
- Joseph Schildkraut
- Otto Schenk
- Bernhard Schir
- Aglaja Schmid
- Romy Schneider (nem.-avstrijsko-francoska)
- Karl Schönböck (avstrijsko-nemški)
- Gaby von Schönthan
- Libgart Schwarz (1. žena Petra Handkeja)
- Simon Schwarz
- Arnold Schwarzenegger
- Heinrich Schweiger
- Alma Seidler
- Hans Sigl
- Oskar Sima
- Peter Simonischek (1946-2023)
- Albin Skoda
- Walter Slezak
- Viktor Staal
- Anja Stadlober
- Robert Stadlober
- Sophie Stockinger
- Ursula Strauss
- Erich von Stroheim
- Walter Surovy

## T
- Richard Tauber
- Nadja (Maria) Tiller (1929-2023)
- Luis Trenker
- Georg Tressler (1917-2007) (avstrij.-nem.)
- Otto Tressler (1871-1965) (nem.-avstrij.)
- Florian Teichtmeister
- Elisabeth Trissenaar (avstrijsko-nemška)

## U
- Natalie Uher

## V
- Salka Viertel
- Nikolas Vogel
- Peter Vogel

## W
- Elisabeth Wabitsch
- Anton Walbrook
- Nora von Waldstätten
- Christoph Waltz
- Andrea Wenzl
- Gisela Werbezirk
- Oskar Werner
- Paula Wessely
- Bernhard Wicki
- Herbert Wise

## Z
- Marianne Zoff (1893-1984)